# За гранью времён
«Тень вне времени» (англ. The Shadow Out of Time), в других переводах «За гра́нью времён», «Тень из безвременья», «Тень безвременья», «Тень тьмы времён» — повесть американского писателя Говарда Филлипса Лавкрафта. Написана в период с ноября 1934 года по февраль 1935 года и впервые была опубликована в выпуске журнала «Astounding Stories» за июнь 1936 года. Повесть относится к циклу «Мифы Ктулху».
В повести представлены инопланетные существа Великой расы Йит, обладающие способностью путешествовать сквозь пространство и время при помощи передачи разума. Главная идея состоит в том, любой человек в определённом месте и времени может поменяться телами с кем-то, кто находится в другом месте и в другое время.
Другие писатели и авторы повторно использовали эту концепцию в более поздних работах, например, в телесериале «12 обезьян» и «Звездные врата SG-1».

## Сюжет

Astounding Stories, июнь 1936 г. Иллюстрация к «Тень вне времени». Художник Говард В. Браун

Натаниэль Уингейт Пизли, преподаватель политэкономии в Мискатоникском университете, города Аркхема, штат Массачусетс, описывает произошедшие с ним таинственные события. В 1908 году он вдруг упал в обморок прямо на лекции, а очнулся лишь через пять лет. Оказалось, что все эти годы он был в сознании и вёл активный образ жизни, хотя, сам этого и не помнил. У Пизли в этот период поменялась манера речи, он стал изучать научные и оккультные книги, и много путешествовать, побывав в Гималаях, Аравии и Арктике. Его семья отвернулась от него, считая, что в Пизли вселился кто-то чужой, — слишком уж сильно тот изменился. В 1913 году Натаниэль построил какое-то диковинное устройство и после этого, в один день, снова стал прежним. Таинственную машину после того не нашли. Семья Натаниэля продолжала его сторониться, не веря, что тот снова стал собой, кроме среднего сына профессора — Уингейта Пизли.
Пришедший в себя профессор начал подозревать, что во время его амнезии чья-то чужая воля и вправду управляла его телом. Аргументом в пользу этого служили появлявшиеся у него галлюцинации, странные воспоминания о событиях, которые должны произойти в будущем, а также видения о прошлом, в котором Пизли посещает древний город, построенный из циклопических блоков. Населяли город десятифутовые конусообразные существа, чья голова и прочие органы крепились к вытяжным конечностям, находящимся вверху чешуйчатого, переливающегося всеми цветами радуги тела, причём, Пизли ощущал себя одним из них. На одной из конечностей находилась голова с тремя глазами и восемью щупальцами, две другие конечности заканчивались клешнями, а ещё на одной были воронки-отростки для всасывания пищи, а размножались конусы спорами. Политическая и экономическая система этих существ была некой разновидностью социал-фашизма. Их общество было высокомеханизированным, у них имелись всяческие летательные аппараты, корабли и субмарины. В городе было скопление дворцов, куполов и арок, а иногда попадались чёрные башни из базальта и без окон, которых конусы почему-то опасались. В некоторых зданиях находились запечатанные и охраняемые двери, ведущие куда-то в недра земли. С Натаниэлем же существа обращались как с почётным пленником, он под присмотром ходил по городу, путешествовал за его пределы, где царили доисторические флора и фауна. В этом городе-библиотеке хранились все сведения о Земле и других планетах. Пизли должен был написать для инопланетян книгу о своём человеческом мире.
Пизли узнал из мифов, что инопланетяне называли себя Великой расой Йит — это существа со свободным сознанием, которые научились при помощи проекционных машин перемещать свой разум сквозь время и пространство, через миллионы лет. Они захватывали тела других разумных рас, а вытесненный разум занимал при этом их старую оболочку. Йит стирали людям память, но все же некоторые узнали о них. Вмешательством Йит в жизнь людей объясняются легенды сновидцев и сказания, которые вошли в историю. Йит заняли тела разумных конусовидных существ, представлявших собой отдельный органический тип (полностью вымерший ещё до появления человека), а их сознания в свою очередь были вытеснены в старые тела Великой расы на гибнущую планету.
Землю в разные времена населяли множество высокоразвитых рас. Некоторые появились в ходе эволюции, такие как черноголовые крылатые создания или раса насекомых. Другие же хозяева планеты прилетели с далеких звезд — истоки этих цивилизаций порой терялись в глубинах космоса, который сам по себе был их ровесником. Йит захватывали разум различных существ из прошлого и будущего.
В «Эльтдаунских табличках» говорится, что Йит разом переместили свои сознания на Землю сто пятьдесят миллионов лет назад, — в Пермский или Триасовый период. На Земле тогда частью планеты правили Летающие полуполипы — полуматериальные существа, пришедшие шестьсот миллионов лет из далекой Вселенной. Полуполипы строили циклопические города с черными башнями и уничтожали всё живое. Они не имели зрения и воспринимали окружающий мир как не визуальную систему образов. Их тела были чудовищно пластичны, они летали с помощью левитации, могли становиться невидимыми и вызывать ветер. Появившаяся Раса Йит загнала их в полые недра планеты и закупорила все ходы, ведущие туда. Но они выжили во «Внутреннем мире» (англ. Inner world) и собирались вернуться во «Внешний мир» (англ. Outer world).
Великая Раса боялась полуполипов, так как не могла обмениваться с ними разумами, поскольку мышление этих существ отличалось от мышления других рас. Вскоре Йит выяснили, что их цивилизация в будущем погибнет, будучи уничтожена выбравшимися из-под земли летающими полипами, которые затем уйдут обратно под землю, и изменить это они не в силах. Тогда Великая раса загодя переместилась в будущее в тела насекомообразной расы, появившейся после гибели человечества. Позже перед будущей гибелью Земли они точно так же переместят тела в клубнеобразных растительных существ Меркурия.
Кроме них, Великая Раса Йит вела разрушительные войны против внешних врагов — рептилий, восьминогих пришельцев и Старцев. Армия Йитянцев была оснащенная мощным электрическим оружием.
Натаниэль решает, что его видения являются лишь псевдовоспоминаниями, появившимися из-за того, что он начитался всяческих мифов в период амнезии и, как выяснилось, даже опубликовал несколько статей на эту тему. В 1934 году Пизли получает письмо из Австралии от горного инженера Роберта Маккензи, который обнаружил в песках Большой Песчаной пустыни невероятно древние развалины, на огромных каменных блоках которых вырезаны криволинейные узоры и иероглифы, похожие на описанные в статьях Натаниэля. Маккензи предложил Пизли возглавить археологическую экспедицию для исследования этих загадочных руин. В 1935 году, заручившись поддержкой Мискатоникского университета, Натаниэль и его сын Уингейт отплыли на корабле в Австралию. С ними отправились видные учёные из университета, среди которых был профессор геологического факультета Уильям Дайер, известный участник недавней экспедиции в Антарктиду. По прибытии на австралийский континент, экспедиция с помощью Маккензи наняла рабочих и технику, и к началу лета, добравшись до нужного района в Западной Австралии, начала раскопки, выкопав за месяц работ большое количество каменных мегалитов неизвестной цивилизации.
Как-то ночью, при ясном небе, на археологический лагерь обрушился сильный ветер, утихнувший через полчаса. Утром Пизли говорит, что надо прекратить раскопки, поскольку они уже выкопали почти все каменные блоки. На следующий день Пизли, сославшись на ухудшение здоровья, отправился домой в США. В своих записях он объясняет причину своего поведения. Той ночью он прогуливался по пустыне невдалеке от лагеря и наткнулся на вход в подземелье. Спустившись туда, он понял, что знает расположение подземных коридоров, где он бывал в своих воспоминаниях, а значит, они были подлинными.
Пизли решает спуститься глубже, где должен был находиться центральный архив. Несмотря на образовавшиеся за прошедшие миллионолетия завалы, ему удалось добраться до сохранившегося хранилища знаний, накопленных Великой расой, представляющего собой огромные помещения со множеством шкафов, где хранились металлические ящики с книгами внутри. Натаниэль находит ту самую книгу, которую он написал для расы Йит. Достав книгу, Пизли приходит в ужас, увидев собственный почерк, только теперь осознав реальность своих воспоминаний. Вдруг он увидел, что закрытая в прошлом дверь, ведущая в глубины земли, открыта и оттуда дует ветер, а у входа видны цепочки странных следов, оставленных не так давно. Поняв, что летающие полуполипы, похоже, ещё обитают в земных недрах, Натаниэль спешит назад, по обратному пути. Но перебираясь через завал, он умудрился здорово нашуметь, после чего услышал жуткий свист за спиной, а в пещере поднялся сильный ветер. В панике Пизли добрался к выходу на поверхность, но потерял по дороге книгу. Вход в подземелье засыпало песком во время бури.
Пизли сомневается в реальности произошедшего. Если это правда, то для человечества нет надежды и в будущем ему суждено исчезнуть.

## Персонажи

### Натаниэль Пизли
Натаниэль Уингейт Пизли (англ. Nathaniel Wingate Peaslee) — рассказчик, профессор политической экономики в Мискатоникском университете города Аркхема. Натаниэль родился в 1870 году, а в период с 1908 по 1913 года его поразила амнезия. Позднее выяснилось, что его телом завладел пришелец, в то время, разум ученого оказался в далёком прошлом, в теле йитианца. В характере Пизли есть автобиографические аспекты Лавкрафта: манера речи Пизли приобрела оттенок, характерный для людей, которые долго изучали английских язык; годы его амнезии соответствуют периоду подросткового возраста Лавкрафта, когда с ним случился нервный срыв, что заставило его бросить среднюю школу и отдалиться от общества. В течение этого периода Лавкрафт страдал от лицевых тиков, что отражено в неспособности Натаниэля поначалу контролировать свои лицевые мышцы, после того, как он вернулся в свое тело. «Энциклопедия Лавкрафта» называет Пизли «наиболее основательно проработанным персонажем ГФЛ», отмечая, что у героя есть сходство с отцом Лавкрафта — Уинфилдом Скоттом Лавкрафтом, который также вёл себя очень эксцентрично, когда лечился в психбольнице в течение пятилетнего периода. Пизли записывает в дневник свои сны, — как это делал и сам Лавкрафт.

Рисунок Йит Лавкрафта

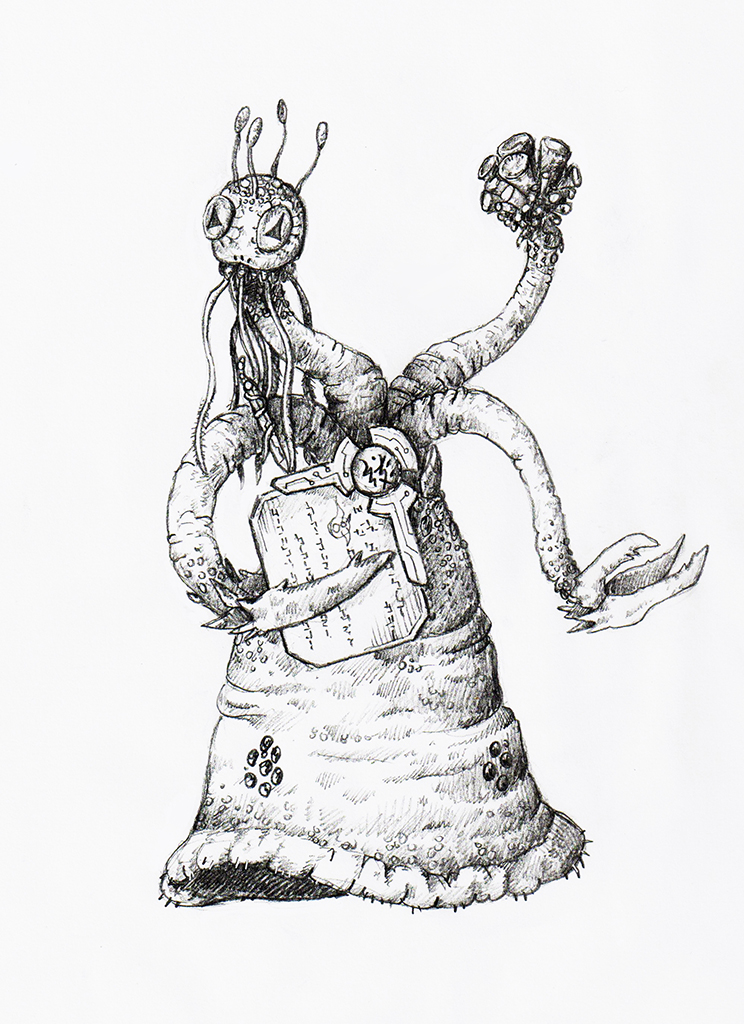
Йит. Художник Вищун

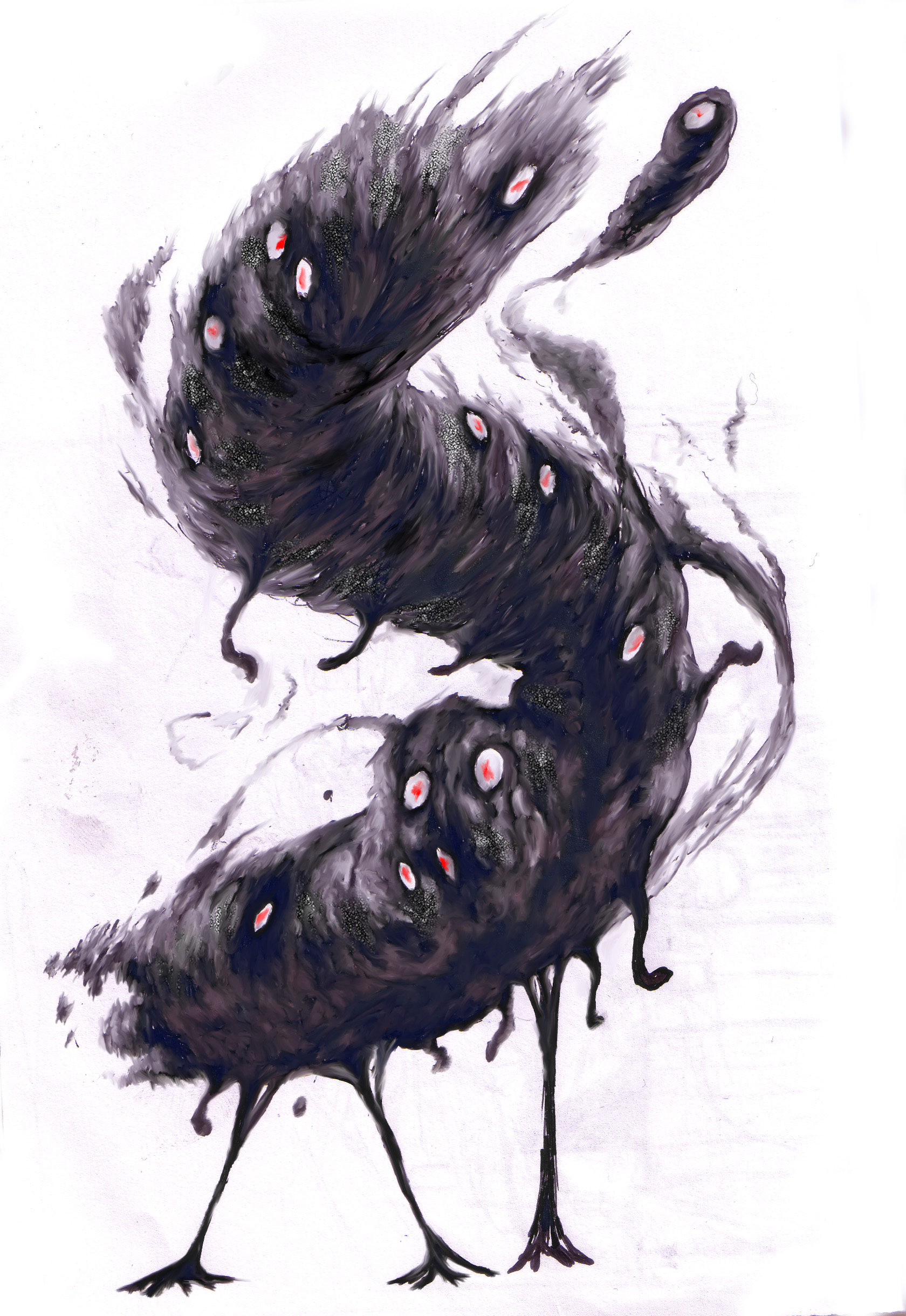
Летающий полуполип. Художник Дагонвеб

### Уингейт Пизли
Уингейт Пизли (англ. Wingate Peaslee) — средний сын Натаниэля Пизли, также профессор Мискатоникского университета. Участвовал в археологической экспедиции в Австралию.

### Уильям Дайер
Уильям Дайер (англ. William Dyer) — профессор геологии Мискатоникского университета, который сопровождает экспедицию в Австралию. Является главным героем в повести «Хребты безумия».

### Роберт Маккензи
Роберт Б. Ф. Маккензи (англ. Robert B. F. Mackenzie) — австралийский горный инженер, обнаруживший руины города Великой расы Йит в Западной Австралии.

### Второстепенные персонажи (пленные сознания)
- Юанг-Ли (англ. Yiang-Li) — философ, живший в 5000 году н. э. в жестокой империи Цан-Чан. Упоминается в рассказе «За стеной сна».
- Бартоломео Корци (англ. Bartolomeo Corsi) — флорентийский монах из 12-го столетия. Этот персонаж появляется в романе Филиппа О. Марша «Червь должен сражаться!» 1994 года.
- Король Ломара (англ. King of Lomar) — правил Ломаром за 100000 до нашествия Инутов.
- Нуг-Зот (англ. Nug-Soth) — колдун, возглавлявший черных завоевателей в 16-м тысячелетии н. э.
- Тит Семпроний Блез (англ. Titus Sempronius Blaesus) — римский квестор времен Суллы.
- Хефнес (англ. Khephnes) — египтянин из эпохи 14-й Династии, поведавший страшную тайну Нъярлатхотепа.
- Жрец Атлантиды (англ. Priest of Atlantis) — жрец времен среднего царства в Атлантиде.
- Джеймс Вудвилл (англ. James Woodville) — джентльмен из Суффолка времен Кромвелевской эпохи.
- Нэвил Кингстон-Браун (англ. Nevil Kingston-Brown) — австралийский физик, который умрет в 2518 году.
- Теодотид (англ. Theodotides) — греко-бактрийский чиновник из III века до н. э.
- Пьер-Луи Монтаньи (англ. Pierre-Louis Montagny) — пожилой француз времен Людовика XIII.
- Кром-Йа (англ. Crom-Ya) — киммерийский вождь, живший за 15000 лет до н. э. Этот персонаж — дань уважения Роберту Говарду, чьим самым известным персонажем стал Конан-варвар. В рассказе Фреда Л. Пелтона 1989 года «Суссексский манускрипт» описывает то, что Кром-Йа поклоняется Тсатхоггуа.
- С’гг’ха (англ. S'gg'ha) — звездоголовое существо растительной расы, похоже на описание Старцев из повести «Хребты Безумия», но точных деталей указывающих на это нет.

### Существа
- Великая раса Йит (англ. Great Race Yith).
- Старшая раса летающих полу-полипов (англ. Elder race of half-polypous).
- Раса рептилий (англ. Reptilian) — упоминаются в рассказе «Безымянный город» и повести «Хребты Безумия».
- Звёздоголовые, крылатые полурастительные существа (англ. Star-headed, winged, half-vegetable race) из Антарктики — это Старцы (англ. Old Ones) из повести «Хребты Безумия».
- Осьминогоподобные пришельцы (англ. Octopodic invaders) — это Потомки Ктулху из повести «Хребты Безумия».
- Крылатые, полупластические сущности (англ. Winged, half-plastic denizen) из-за пределов Плутона — это Ми-го из повести «Шепчущий во тьме» и «Хребты Безумия».
- Похожие на луковицы растительные существа (англ. Bulbous vegetable entities), обитающие на Меркурии.
- Разум с Венеры (англ. Mind from Venus).
- Черноголовые крылатые существа (англ. Black-snouted, winged creatures).
- Насекомообразные существа (англ. Arachnid).
- Инуты (англ. Inutos) — описаны в рассказе «Полярная звезда».
- Гиперборейцы (англ. Hyperborean) — это существа из творчества Кларка Эштона Смита.
- Чо-Чо (англ. Tcho-Tchos) — омерзительного вида дикари. Появились в рассказе «Логово звёздного отродья» (1931) Августа Дерлета и Марка Шорера.

## Вдохновение

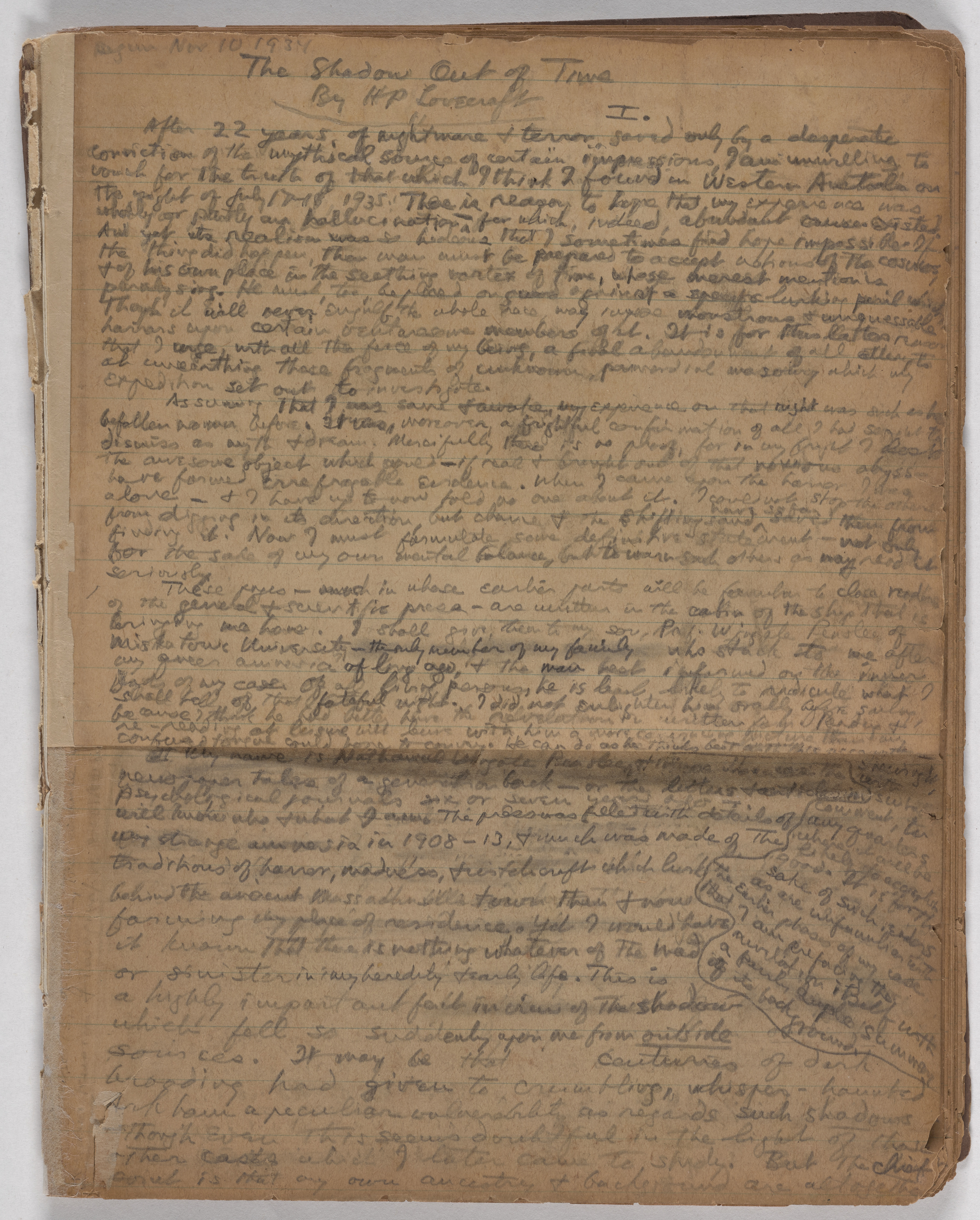
Первая страница рукописи «За гранью времён»

С. Т. Джоши, исследователь творчества Лавкрафта, в качестве вдохновения повести указывает на фантастический фильм 1933 года «Berkeley Square»: «Лавкрафт посмотрел его четыре раза в конце 1933 года»; его сюжет о современнике из XX века, чей разум захватывает его предок из века XVIII, мог подстегнуть его воображение, ведь, сам Лавкрафт позднее написал свое произведение на эту тему — тогда ещё не опубликованный роман «Случай Чарльза Декстера Варда» (1927). Сам Лавкрафт отозвался о своих впечатлениях о фильме так: «Это самое потрясающее и невероятное воплощение моего мироощущения и псевдопамяти, которое мне когда-либо доводилось встречать, всю жизнь я ощущал, что способен очнуться от этого бредового сна идиотской викторианской эпохи или безумного века джаза в более осмысленной реальности 1760-х, 1770-х либо 1780-х годов». Лавкрафт учёл некоторые концептуальные проблемы в «Berkeley Square», касающиеся путешествий во времени, и не допустил подобных ошибок в своей повести о перемещении разума сквозь время.
Другими источниками вдохновения для написания «За гранью времён» были «The Shadowy Thing» (1925) Г. Б. Дрейка, о человеке, наделённом способностью перемещать свой разум в разные тела; мистический роман «Лазарь» (1924) Анри Беро, где рассказывается о второй личности, развившейся в главном герое после длительного периода амнезии; а также роман Уолтера де Ла Мара «Возвращение» (1910), где сущность из XVIII столетия становится причиной одержимости героя.
Похожий сюжет был использован в рассказе Николя-Эдме Ретифа «Les Posthumes» (1802), где персонаж, герцог Мультиплиандр, обладает способностью проецировать свою душу на других людей, а также во времени и пространстве по всей Вселенной.
Август Дерлет подчеркнет из этого рассказа многие идеи о борьбе инопланетян за Землю, над которыми он работал совместно с Лавкрафтом.
«Йит» — имя, которое впервые появилось в цикле стихов Дуэйна Римеля «Сны о Йит»; Первоначально Римель написал «Йид», но Лавкрафт изменил это, редактируя стихи, отметив, что слово Йид также было уничижительным словом для евреев (Yude). Слово «Йит» появляется только один раз в повести Лавкрафта, когда он отмечает, что «разумы Великой расы устремились через пустоту из этого темного трансгалактического мира, известного из "Эльтдаунских табличкек" как Йит».
Некоторые критики считают, что Пизли частично является автобиографическим персонажем самого Лавкрафта, который таким оригинальным способом проникает в образ инопланетного существа. Пизли избегает смотреть на себя в зеркало и ощущает себя неполноценным. Мать Лавкрафта называла его «некрасивым и гротескным ребёнком», и просила прятаться дома, чтобы люди ненароком его не увидели. Лавкрафт писал: «Я испытывал необъяснимое отвращение к своему внешнему облику, которое я так и не смог в себе побороть»; «Я всегда знал, что я посторонний человек и незнакомец в этом столетии». Лавкрафт описывает эмоции, что он якобы «пробудился от странной мечты о том, чтобы быть вдали от дома», — что можно сопоставить с его ощущениями от возвращения обратно в Провиденс, после жизни в Нью-Йорке в течение двух лет. Эти впечатления названы «краеугольным камнем, на котором Лавкрафт построил свой шедевр, „За гранью времён“».

## Критика
Писатель Лин Картер назвал повесть «За гранью времён» «самым значительным достижением Лавкрафта в художественной литературе», ссылаясь на «её удивительный масштаб и ощущение космической бесконечности, а также титанический размах повествования». Рэмси Кэмпбелл описывает её как просто «впечатляющую и внушающую трепет». Шведский эксперт по Лавкрафту Мартин Андерссон назвал повесть одной из четырёх своих любимых и назвал её «выдающимся произведением Лавкрафта». Сам же Лавкрафт был недоволен своим произведением настолько, что отправил оригинал рукописи Августу Дерлету по почте, даже не сделав её копию для себя.
Журнал Cinescape оценил повесть как одну из 10 лучших книг научной фантастики и фэнтези 2001 года. Марк Сквайрек написал в New York Journal of Books, что «сложность мастерства Лавкрафта усиливается за счет стиля, демонстрирующего то, о чём он писал, — это отличный способ для начинающего читателя открыть для себя работы Лавкрафта». В Publishers Weekly вышла статья, в которой говорилось, что: «Лавкрафтианцы приветствуют публикацию романа "За гранью времен"».

## «Мифы Ктулху»
Лавкрафт создал отдельную мифологическую базу об инопланетянах, посещавших Землю в доисторические времена — эти элементы лежат в основе «Мифов Ктулху». Лавкрафт в присущей ему манере передает психологическое состояние человека, чей разум был перемещен в тело пришельца и обратно, в результате чего у него повторно формируется личность, он заново адаптируется к человеческому телу, и появляется конфликт с ложными псевдовоспоминаниями о прежней жизни в теле инопланетянина. Лавкрафт ставит все увиденное под сомнение и придает словам героя черты навязчивой паранойи — это характерно для персонажей «Мифов Ктулху». В повести приводится псевдоисторическая хроника событий в течение миллионов лет — этот прием Лавкрафт использовал в рассказе «Полярная звезда» и повести «Хребты Безумия». Великая раса Йит — буквально величайшие существа, потому что только они овладели секретом перемещения во времени. При этом они меняются телами с носителями, —.это похоже на духовную одержимость.
В повести упоминаются сведения из предыдущих работ: «Безымянный город», «Зов Ктулху», «Шепчущий во тьме» и «Хребты Безумия». В повести «Шепчущий во тьме» говорится о пришельцах, которые скрываются среди людей и могут путешествовать во времени, перемещая разум в цилиндр и направляя поток мыслей разума в прошлое. В рассказе «За стеной сна» космический скиталец перемещается в пространстве как луч света и захватывает сознание человека. В рассказе «Из глубин мироздания» ученый создал машину, воздействующую на мозг человека, что позволяет увидеть калейдоскопические скопления пришельцев из Иного измерения.
Лавкрафт связывает древнеиндийские сказания и теософию. Мифы о пришельцах со звезд впервые появлялись в рассказе «Карающий Рок над Сарнатом», а затем в «Зов Ктулху». Экспедиция Дайера в Арктику и мифы о доисторической эпохе Земле, когда на ней жили Старцы, Ми-го и Потомки Ктулху — это сведения из повести «Хребты Безумия». Ученый исследует подземный город из рассказа «Безымянный город», где жила раса рептилий. Йитийцы жили на Земле огромном городе-библиотеке, который построили Полуполипы, а позже он стал руинами в Великой песчаной пустыне Австралии. Австралийцы рассказывают легенды о существе Буддай (англ. Buddai) — гигантском старце, который много веков спит под землей.
Лавкрафт называет Полуполипов как Старшие существа (англ. Elder Things) или Старшие сущности (англ. Elder Beings), однако, в предыдущих произведениях этими же словами он называет других пришельцев. На протяжении всего своего творчества Лавкрафт упоминает Древних (англ. Old Ones), Древних богов (англ. Old Gods), Древнюю расу (англ. Ancient race), Старцев (англ. Elder Things), Старейшин (англ. Elder Ones), Старшую расу (англ. Elder Race) и похожие названия, но их описание меняется, адаптируясь под изменившиеся интересы автора. Через полгода Лавкрафт напишет рассказ «Вызов извне», где упоминаются Конусообразные существа (англ. Cone-shaped race) и Йекубианцы (англ. Yekub).

## Локализация
- Планеты: Земля, планета Йит, Венера, Юпитер, Меркурий, Плутон.
- Страны и места: Архем, Австралия (Пилбара), Большая Песчаная пустыня, Аравийская пустыня, Антарктика, Арктика, Египет, Южная Африка, Перу, Рим и Флоренция, Бактрия, Гималаи.
- Киммерия (англ. Cimmerian) — земли, которые описывает в своих произведениях Роберт Говард.
- Валусия (англ. Valusia) — земли, где обитают разумные рептилии, которые описывает в своих произведениях Роберт Говард.
- Гиперборея (англ. Hyperborea) — земли, где обитают мохнатые существа, поклоняющиеся Тсатхоггуа, которые описывает в своих произведениях Кларк Эштон Смит.
- Ломар (англ. Lomar) — полярные земли в Стране снов, которые описаны в рассказе «Полярная звезда».
- Страна Ыхе (англ. Yhe) — острова, затопленные водами Тихого океана.

## Запретные книги
- «Некрономикон» Абдул Альхазреда
- «Cultes des Goules» графа д’Эрлетта
- «De Vermis Mysteriis» Людвига Принна
- «Unaussprechlichten Kulten» фон Юнцта
- «Книга Эйбона»
- «Эльтдаунские таблички»
- «Пнакотические манускрипты»

## Связь с другими произведениями
В повести «Шепчущий во тьме» фольклорист сталкивается с пришельцами Ми-го, которые прибыли из миров за пределами Плутона.
В повести «Хребты Безумия» геолог Уильям Дайер находит в Антарктике древний город, где сотни миллионов лет назад обитали Старцы.
В рассказе «Безымянный город» ученый исследует руины древнего города в Аравийской пустые, где фрески изображают расу рептилий.
В рассказе «Полярная звезда» описана страна Ломар в Стране снов, а также упоминается фраза: «путешествуют как пассивные бестелесные наблюдатели».
В рассказе «За стеной сна» описан космический скиталец захватывающий разум людей.
В повести «Сомнамбулический поиск неведомого Кадата» описан Мир грёз (англ. Dream-world), Верхний мир (англ. Upper world) и Подземный мир (англ. Inner world).
В повести «Курган» похожим образом описан «Подземный мир Кейнан», что соединен с Страной снов.
В рассказе «Заброшенный дом» упоминается атомная техника.
Недра Земли описаны в рассказах: «Безымянный город», «Затаившийся страх», «Крысы в стенах», «Заброшенный дом», «Неименуемое», «Ужас в Ред Хуке», «Случай Чарльза Декстера Варда».
Пришельцы описаны в отдельной серии произведений Лавкрафта: «За стеной сна», «Из глубин мироздания», «Цвет из иных миров», «Шепчущий во тьме», «Хребты Безумия», «За гранью времён», «Врата серебряного ключа», «Вызов извне», «В стенах Эрикса», «Окно в мансарде», «Пришелец из космоса» и «Ночное братство».

## Адаптации
- Художник Ларри Тодд адаптировал сюжет повести в виде комикса под названием «The Shadow From the Abyss» в журнале «Skull Comics» (издательство «Last Gasp», 1972)[24].
- «За гранью времён» была адаптирована карикатуристом И. Н. Дж. Калбардом в одноимённом графическом романе, опубликованном в 2013 году[25].
- Значительная отсылка к рассказу есть в игре Call of Cthulhu: Dark Corners of the Earth, где описан метод переселения душ между инопланетянами и людьми.